# Marco Cassetti
Marco Cassetti (Brescia, 29 de maio de 1977) é um ex-futebolista italiano que atuava como lateral-direito.